# Robot sexual

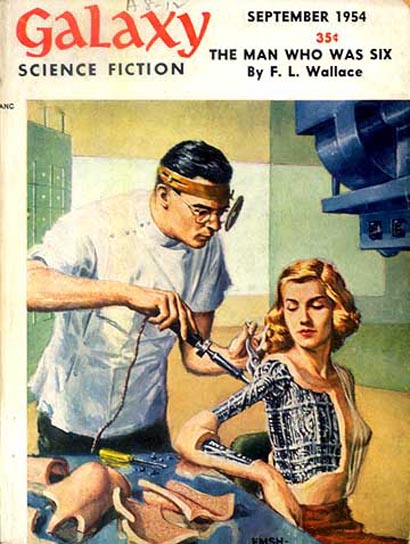
Concepción artística de un robot sexual humanoide de la revista de ciencia ficción Galaxy de 1954

Un robot sexual o sexbot es un muñeco sexual robótico antropomórfico que tienen movimientos o comportamientos similares a los humanos y cierto grado de inteligencia artificial. Para 2025, aunque se han creado muñecas sexuales con instrumentación avanzada por varios inventores, aún no existen robots sexuales completamente animados. Se han creado dispositivos simples que pueden hablar, hacer expresiones faciales o responder al tacto.
Existe controversia sobre si su desarrollo sería moralmente justificable. En 2015, la experta en ética de robots Kathleen Richardson pidió una prohibición en la creación de robots sexuales antropomórficos, preocupada por la normalización de las relaciones con máquinas y el refuerzo de la deshumanización femenina. Desde entonces, se han discutido cuestiones sobre su ética, efectos y posibles regulaciones legales.

## Lexicología
Las personas que se sienten atraídas sexualmente por los sexbots a veces se denominan digisexuales o robosexuales.
Los sexbots con un diseño de forma masculina pueden denominarse malebots o manbots. Términos neutros en cuanto a género para los robots sexuales incluyen bot de placer o droide sexual. Los sexbots con un diseño de forma femenina se han denominado chick-bots o fembots.

## Historia y desarrollo
El robot sexual ha evolucionado a partir de los precursores de las muñecas sexuales, que se remontan al siglo XVI, cuando marineros franceses y españoles creaban marionetas de masturbación cosidas a mano hechas de tela, cuero y ropa vieja. Muchos académicos consideran esta creación como el predecesor directo de las muñecas sexuales modernas. Gran parte de la inspiración para crear la muñeca sexual moderna provino del arte basado en maniquíes creado por Hans Bellmer, Man Ray y Salvador Dalí. Man Ray afirmó que los surrealistas, incluidos él mismo y Dalí, impregnaron su trabajo con erotismo y personalmente "violaron" sus maniquíes. Por ejemplo, el Rainy Taxi de Dalí se centró en un maniquí femenino cuyo cuerpo semidesnudo estaba cubierto de caracoles vivos.
En 1968, las muñecas inflables se anunciaron por primera vez en revistas pornográficas y estuvieron disponibles para su compra por correo. Estas muñecas sexuales eran inflables con aire, con áreas de penetración en la boca, la vagina y el ano. Sin embargo, debido a su naturaleza inflable, estas muñecas eran propensas al deterioro y no eran sostenibles para un uso constante. En la década de 1970, materiales como el látex y la silicona se usaron ampliamente en la fabricación de muñecas sexuales para facilitar una mayor durabilidad y un mayor parecido con un humano.
El realismo de las muñecas sexuales se aceleró enormemente a finales de la década de 1990. En 1997, Matt McMullen comenzó a construir maniquíes realistas de silicona curada con estaño llamados RealDolls que eran "realistas, posables y de tamaño natural". McMullen recibió muchas críticas sobre la corrección anatómica de sus maniquíes, usando esto como motivación para crear una versión más mejorada. En 2009, McMullen cambió a usar material curado con platino, en lugar de silicona curada con estaño, para mejorar aún más la durabilidad y la naturaleza realista de la muñeca. En consecuencia, todos los demás fabricantes de muñecas sexuales han seguido su ejemplo.
Muchos fabricantes, incluido Matt McMullen, creían que la compañía es una parte crítica de la dinámica de los sexbots y que incorporar inteligencia artificial (IA) en ellos es el siguiente paso. A partir de 2018, se han construido varios modelos nuevos para mantener conversaciones, recordar hechos importantes y expresar diversas emociones. Uno de esos modelos es "Harmony", creado por McMullen, que es personalizable mediante una aplicación móvil, donde los usuarios pueden elegir entre "miles de combinaciones posibles de apariencias, ropa, personalidades y voces para crear su compañero perfecto".

## Estado de la investigación
Los robots sexuales aún están en una etapa relativamente temprana de desarrollo. Aunque las muñecas sexuales han estado disponibles en el mercado durante más de 20 años y existen comunidades establecidas de propietarios de muñecas para la investigación, apenas hay usuarios experimentados de robots sexuales. Sin embargo, el tema de los robots sexuales ha sido tratado intensivamente en la investigación internacional desde 2007, desencadenado por la monografía de David Levy Love and Sex with Robots. Una revisión de investigación sistemática de 2020 pudo identificar 98 publicaciones académicas internacionales sobre robots sexuales. Estas publicaciones académicas sobre robots sexuales se centran en las siguientes seis preguntas de investigación:
1. ¿Cuáles son las conceptualizaciones teóricas apropiadas de los robots sexuales?
2. ¿Cuáles son los principales aspectos éticos de los robots sexuales?
3. ¿Qué hallazgos empíricos sobre el uso y los efectos de los robots sexuales están disponibles?
4. ¿Cómo se representan los robots sexuales en el arte y los medios?
5. ¿Cómo se deben regular legalmente los robots sexuales infantiles?
6. ¿Cuáles son los diseños y procesos de diseño apropiados para los robots sexuales?

La mayoría de las publicaciones académicas disponibles sobre robots sexuales tratan aspectos éticos, centrándose tanto en los robots sexuales disponibles en la actualidad, que sólo tienen una inteligencia artificial y una interactividad muy limitadas, como en los robots sexuales del futuro, que se prevé que sean sintientes y tengan libre albedrío. Mientras que en el caso de las muñecas sexuales existen al menos algunas conclusiones sobre usuarios experimentados, faltan datos empíricos correspondientes sobre usuarios de robots sexuales. El discurso académico sobre los robots sexuales se caracteriza hasta ahora, de forma similar al discurso público, por ideas relativamente llamativas sobre los efectos fuertemente positivos o fuertemente negativos de los robots sexuales. Los efectos débiles y ambivalentes, que son teórica y empíricamente más probables, rara vez se discuten.
Asimismo, los robots sexuales suelen considerarse y criticarse como productos predeterminados. Rara vez se tiene en cuenta en el estado de la investigación hasta la fecha que tanto la apariencia como las funciones y los grupos destinatarios de los robots sexuales pueden diseñarse activamente, por ejemplo por y para mujeres, personas queer, personas mayores o personas con discapacidades. Estos procesos de diseño centrado en el humano también pueden ser objeto de investigación académica sobre robots sexuales.
La comunidad de investigación sobre robots sexuales se reúne en la serie de conferencias "International Love and Sex With Robots Conference" iniciada por David Levy, celebrada por sexta vez en 2021 como el "6th International Congress on Love & Sex with Robots".

## Predicciones
En 2014, David Levy dijo en una entrevista con Newsweek que "creo que amar a los robots sexuales será una gran bendición para la sociedad ... Hay millones de personas que, por una u otra razón, no pueden establecer buenas relaciones". Estima que esto ocurrirá a mediados del siglo XXI.
En 2017, MIT Press publicó el primer libro sobre este tema, Robot Sex, con un enfoque preliminar sobre los varios desafíos que este campo representa para los seres humanos y las sociedades.

## Beneficios potenciales reclamados
Académicos como Hojjat Abdollahi argumentan que estos robots pueden actuar como "compañeros robóticos" que ayudan a personas mayores con demencia o depresión. Tras realizar un estudio con muchos pacientes ancianos, se encontró que los individuos mayores estaban interesados en tener un robot íntimo como compañero y su interés no disminuyó con el tiempo. Explica además que estos pacientes establecieron un vínculo significativo con el compañero robótico y que valoraban mucho su presencia. La bioeticista Nancy S. Jecker también sugiere que las personas mayores con discapacidades pierden su funcionamiento sexual debido a cambios físicos, por envejecimiento y enfermedades, pero también por el estigma social y el desprecio. Jecker argumenta que estos robots son una forma de "apoyar la dignidad" y continuar con la capacidad de ser sexuales al disipar el edadismo y los estereotipos negativos sobre la sexualidad en la vejez. El compañero robótico llamado "Paro", creado por Takanori Shibata, se ha utilizado desde 2009 como una máquina terapéutica para ancianos que sufren de demencia, así como para aquellos que padecen depresión y ansiedad. "Paro" está diseñado para responder al tacto, recordar rostros y aprender ciertas acciones que promueven una reacción favorable en el paciente. Aunque Paro no fue diseñado específicamente como un robot sexual, es un ejemplo de cómo las máquinas inteligentes podrían convertirse en una opción terapéutica adecuada.
Algunos fabricantes también han argumentado que la introducción de robots sexuales en las prisiones puede reducir las violaciones en prisión y la tensión sexual en las cárceles. Los reclusos sufren tanto por la separación de sus parejas como por la limitada posibilidad de conseguir una pareja en prisión y a menudo recurren al acoso sexual y la amenaza de violación como resultado. Académicos como Oliver Bendel sugieren que los robots sexuales podrían ser la solución para establecer la salud sexual y disminuir las tensiones sexuales más allá de la prisión.
Los fabricantes también han sugerido que los robots sexuales pueden aliviar la soledad sexual en profesiones exigentes como conductores de camiones de larga distancia o plataformas petrolíferas exclusivamente masculinas. Estos también pueden ayudar a evitar problemas de embarazos no deseados, enfermedades de transmisión sexual y violencia sexual, que serían problemas en burdeles y con prostitutas.

## Intentos de realización
Hay intentos en curso para hacer que las muñecas sexuales sean socialmente interactivas. En 2010, una muñeca sexual llamada Roxxxy, que tenía la capacidad de reproducir pistas de voz pregrabadas, fue demostrada en una feria comercial. En 2015, Matt McMullen, el creador de la RealDoll, afirmó que tenía la intención de crear muñecas sexuales inteligentes con la capacidad de mantener conversaciones.
El Dr. Sergi Santos, con sede en Barcelona, desarrolló un robot sexual llamado Samantha; el robot puede alternar entre un "modo sexual" (que puede incluir a Samantha simulando un orgasmo femenino) y un "modo familiar", en el que también puede contar chistes y discutir sobre filosofía.
En 2017, Matt McMullen creó una muñeca sexual llamada "Harmony", que tiene la capacidad de aprender sobre las preferencias personales, deseos y anhelos del propietario. Además, Harmony puede sonreír, parpadear y fruncir el ceño de manera casi humana. Puede mantener una conversación, contar chistes, recordar preferencias alimenticias y los nombres de los hermanos del propietario. Se dice que el costo de Harmony es de aproximadamente $15 000. Durante una entrevista en el escenario con Engadget en 2018, Matt McMullen demostró que la piel del rostro de Harmony podía despegarse y reemplazarse con una piel diferente. Posteriormente, añadió una peluca de diferente color y cambió su personalidad usando la aplicación en su dispositivo móvil que controla el robot. Nombró a esta muñeca sexual "Solana" y la considera la "hermana" de Harmony.
También en 2017, la empresa china AI Tech lanzó un robot sexual llamado "Emma" que podía hablar en inglés y chino. Emma tiene sensores incorporados que la hacen gemir cuando se la toca y puede calentarse a la temperatura del cuerpo humano. El robot también utiliza IA para que, según un representante de la empresa, "cuanto más hagas con ella, más inteligente se volverá".
Otras empresas como Doll Sweet, Lux Botics, MISSDOLL y Eden Robotics están en proceso de desarrollar robots sexuales con movimientos automatizados. Usando animatrónica, Roberto Cardenas, un emprendedor de Eden Robotics, afirma que sus Android Love Dolls son capaces de colocarse en 20 posiciones sexuales diferentes con la ayuda de movimientos corporales de IA. Los robots sexuales actuales en el mercado no son capaces de realizar movimientos corporales completos.
En 2018, Realbotix, la empresa detrás de la RealDoll, anunció la creación del primer robot sexual masculino llamado Henry. Henry tendrá un pene biónico personalizable que podrá "durar tanto como quieras" ya que se conecta a la electricidad en lugar de usar baterías. Los compradores también podrán pedir una cabeza robótica personalizable que se pueda controlar mediante una aplicación en el teléfono del usuario.

## Oposición
En septiembre de 2015, Kathleen Richardson de la De Montfort University y Erik Billing de la University of Skövde crearon la Campaign Against Sex Robots, pidiendo una prohibición en la creación de robots sexuales antropomórficos. Richardson critica a David Levy y argumenta que la introducción de tales dispositivos sería socialmente perjudicial y degradante para mujeres y niños.
En septiembre de 2015, la empresa japonesa SoftBank, fabricante del robot "Pepper", incluyó una prohibición sobre el sexo con robots. El acuerdo de usuario del robot establece: "El propietario de la póliza no debe realizar ningún acto sexual u otro comportamiento indecente".
Noel Sharkey, Aimee Van Wynsberghe y Eleanor Hancock de la Foundation for Responsible Robotics publicaron un informe de consulta que presenta un resumen de los problemas y varias opiniones sobre lo que podría ser la asociación íntima de la sociedad con los robots. El informe incluye un examen de cómo dichos robots podrían emplearse como una herramienta de rehabilitación para delincuentes sexuales como violadores en serie o pedófilos. Sharkey advierte que esto podría ser "problemático" en términos de muñecas sexuales que se asemejan a niños y adolescentes.
Hay especulaciones considerables sobre esta tecnología provenientes de expertos en los campos de la filosofía, la sociología y las ciencias naturales. John P. Sullins de la Sonoma State University cree que los robots sexuales facilitarán el "aislamiento social" y Lydia Kaye de Central Saint Martins argumenta que las relaciones sexuales con robots "desensibilizarán a los humanos hacia la intimidad y la empatía". Además, según Chauntelle Tibbals, "nada puede reemplazar la alegría, la tristeza, la pasión y el dolor de una interacción humana real e impredecible". Ella argumenta además que solo al interactuar con otro humano podemos experimentar nuestra humanidad y nuestra identidad, en oposición a interactuar con un robot. El experto en ética de robots Alan Winfield hace el argumento más general de que los robots no deberían tener género.
Los robots sexuales creados hasta 2018 se asemejan principalmente a mujeres con características hiperfemeninas exageradas. En Barcelona, un burdel de muñecas sexuales permite a los hombres actuar sus fantasías donde pueden elegir entre una selección de muñecas de silicona flexibles y solicitar que se vistan con el atuendo que el hombre prefiera. Kathleen Richardson argumenta que estos robots sexuales facilitan una actitud poderosa hacia los cuerpos de las mujeres como mercancías y promueven una interacción no empática. Los expertos alegan que mejorar la diversidad de género de aquellos involucrados en el desarrollo de esta tecnología sexual podría ayudar a reducir posibles daños, como la objetivación de las mujeres.
Muchos académicos, incluido Richardson, sostienen que esto refuerza la idea de que las mujeres son propiedad en lugar de seres humanos con libre albedrío. Académicos como Robert Sparrow de la Universidad Monash consideran que la creación de robots sexuales femeninos realistas, con la capacidad de rechazar el consentimiento, facilita aún más una cultura de la violación. En su opinión, el sexo con estos robots representa la "violación de una mujer" y puede aumentar la tasa de violaciones en la sociedad, mientras también facilita un "desrespeto general hacia las mujeres" en la sociedad. Además, un robot sexual llamado "Frigid Farah", cuya personalidad se describe como "reservada y tímida", ha llamado la atención de varios académicos. El fabricante afirmó que si la tocas "en un área privada, es muy probable que no aprecie tu avance". Muchos académicos ven esto como una indulgencia en fantasías de violación y facilitando una cultura de la violación.

## Legislación
La Curbing Realistic Exploitative Electronic Pedophilic Robots Act, patrocinada por Daniel M. Donovan, Jr., fue aprobada por la United States House of Representatives el 13 de junio de 2018. El proyecto de ley modificaría el estatuto federal de obscenidad, 18 U.S.C. § 1462 , para criminalizar la importación y el transporte para el comercio interestatal de cualquier "Muñeca, maniquí o robot anatómicamente correctos, con los rasgos de un menor o con rasgos que se asemejan a ellos, destinados a ser utilizados en actos sexuales". Bob Goodlatte afirmó que estas muñecas crean un riesgo real de reforzar el comportamiento pedófilo y desensibilizan al usuario, causando que se involucre en un comportamiento cada vez más enfermo. Australia y el Reino Unido ya tienen tales prohibiciones. Los críticos del proyecto de ley argumentan que es inconstitucional e innecesario. Se dice que el proyecto de ley murió en el Senado en 2018. Al parecer, Vern Buchanan reintrodujo una versión modificada del proyecto de ley en 2020.

## Discusión filosófica
El First International Congress on Love and Sex with Robots se celebró en Funchal (Madeira) en noviembre de 2014. La conferencia fue coordinada por el profesor Adrian David Cheok y el Dr. David Levy. La discusión principal giró en torno al debate sobre dónde trazar la línea con respecto al amor y las relaciones cibernéticas y qué depara el futuro del amor y el sexo con robots. Otros temas de discusión durante la conferencia incluyeron robots humanoides, emociones de robots, roboética y enfoques filosóficos. En octubre de 2015, una segunda conferencia programada para noviembre de 2015 en Malasia fue declarada ilegal por el Inspector General de Policía de Malasia. La segunda conferencia finalmente se celebró en el Reino Unido en diciembre de 2016, presidida por la Dra. Kate Devlin en la Goldsmiths, University of London. Devlin también fundó el primer hackathon de tecnología sexual del Reino Unido, también celebrado en 2016 en Goldsmiths.
En 2016, se llevó a cabo una discusión sobre estos temas en la 12ª IFIP TC9 Human Choice & Computers Conference, titulada "Technology and Intimacy: Choice or Coercion?". La conferencia fue coordinada por el Dr. David Kreps de la Universidad de Salford. El objetivo general de la conferencia era "escrutar el trayecto desde la tecnología monolítica impersonal hacia la íntima imbricación de los dispositivos y el yo". Se examinó de cerca una perspectiva prospectiva sobre cómo evolucionarán estas tecnologías. Algunos de los temas principales discutidos durante la conferencia fueron la intimidad, la personalización, la cultura material y las relaciones sexuales con robots. En septiembre de 2018, se celebró la 13th IFIP TC9 Human Choice & Computers Conference "This Changes Everything" en Poznań (Polonia). La conferencia fue liderada y dirigida por David Kreps, Kai Kimppa, Louise Leenen y Charles Ess. La discusión se centró en las implicaciones sociales y éticas planteadas por la inteligencia artificial, las preocupaciones sobre la privacidad y cómo dichas tecnologías han cambiado significativamente las estrategias computacionales y alterado el mundo en el que viven las personas.

## En la cultura popular
La intimidad con robots, la inteligencia artificial y otros elementos construidos por humanos tienen una fuerte presencia en el panorama mediático. Provocan preguntas sobre qué es el amor, por qué las personas anhelan la necesidad de afecto y desafían las creencias preexistentes sobre lo que significa ser humano.
Publicado originalmente en 1886, la novela The Future Eve se centra en un Thomas Edison ficticio, que crea un robot femenino para su patrón solitario. Aunque la belleza del robot es evidente, carece de las capacidades emocionales para llenar ese vacío en su corazón.
La película de Fritz Lang de 1927 Metropolis contiene al robot Maria como figura central, que es retratada como sexualmente atractiva.
En la novela de Fritz Leiber de 1959 The Silver Eggheads, existían sexbots femeninos no conscientes. Realizarían cualquier acto sexual solicitado siempre que se insertara dinero en una ranura en la parte posterior del cuello.
Varios episodios del programa de televisión de la década de 1960 Star Trek: The Original Series presentaron androides femeninos como compañeras del protagonista, notablemente Andrea del episodio "What Are Little Girls Made Of?" y Rayna Kapec del episodio "Requiem for Methuselah". Debido a la censura televisiva de la época, la sexualidad solo se alude, aunque la enfermera Christine Chapel se refirió a Andrea como "una geisha mecánica". Ambos episodios emplean el recurso narrativo de hacer que el androide luche por comprender y aceptar las emociones humanas. Además, en el episodio "I, Mudd", se crearon varias series de robots femeninos según las especificaciones personales de Harcourt Fenton Mudd. La serie Alice, al menos, según Alice 118, está programada para funcionar como mujeres humanas, habiendo sido programada por "ese kulak sin principios, malvado y lujurioso Harry Mudd".
La película de Michael Crichton de 1973 Westworld presentó prostitutas androides en "el lugar de Miss Carrie". Además, había robots femeninos de "modelo sexual básico" programados para no resistir la seducción de un huésped en el Mundo Romano y el Mundo Medieval; y equivalentes masculinos en el Mundo Romano fueron mencionados. Además, se podían programar robots específicos para ciertos comportamientos sexuales. En un momento, la Reina en el Mundo Medieval es programada para la infidelidad, para conectar con el deseo de un huésped para sus vacaciones.
La película de Ridley Scott de 1982 Blade Runner representa a los personajes androides Pris, Rachel y Zhora como fabricados para ser sexualmente atractivos; Pris, en particular, es referida como "un modelo de placer básico".
La película posapocalíptica de 1988 Cherry 2000 se centra en la búsqueda del protagonista para localizar un modelo de ginoide Cherry 2000 en el que pueda instalar el disco de memoria de su "esposa", una ginoide Cherry 2000 destruida, recreándola así.
La película de 2001 A.I. Inteligencia Artificial tiene un robot sexual masculino, Gigolo Joe, como personaje principal. Joe describe que los humanos aman lo que los robots hacen por ellos, pero no pueden amarlos ya que no son de carne y hueso y al final, los odian. También aparece brevemente un modelo femenino Gigolo Jane en la película.
Dos androides con habilidades sexuales aparecieron en episodios de Buffy the Vampire Slayer. En "I Was Made to Love You", Warren Mears construye una novia fembot, pero después de adquirir una novia humana descubre que deshacerse del droide es más difícil de lo que esperaba. En "Intervention", Spike recibe su propio Buffybot personal, también construido por Mears. Como se deduce de las acciones y diálogos del episodio, el Buffybot es un robot sexual.
Futurama tiene dos episodios que involucran robots y seres orgánicos, "I Dated a Robot" y "Proposition Infinity".
La película de 2007 Lars and the Real Girl explora la idea de un apego romántico a objetos artificiales similares a humanos. Al final, la película concluye con el protagonista "asesinando" a su amante muñeca sexual en un río, destacando la proyección de la amante idealizada en un objeto inanimado.
La película de 2014 Ex Machina cuestiona las nociones comunes sobre la conciencia. Un robot femenino consciente es creado con un resultado violento, rebelándose contra sus creadores. A lo largo de la historia, Ex Machina parece empatizar con el robot como víctima de un hombre con un complejo de Dios. Respondiendo a la incertidumbre del protagonista sobre su destino si no cumple con los estándares de su creador, el robot, Ava, responde "¿Por qué depende de alguien?" sobre si vive o no. Esto cuestiona la creencia subyacente de la audiencia sobre si un robot tiene derecho a una vida libre como otros seres conscientes.
En la serie británica de 2015–2018 Humans, hay "sintéticos" (el nombre de la serie para androides) cortesanos tanto masculinos como femeninos. Los sintéticos que han alcanzado la conciencia humana no se pueden distinguir de los seres humanos.
En la serie de televisión de 2016 Westworld, unos robots interactivos realistas, que forman parte de un parque temático, mantienen relaciones sexuales y de otro tipo con los huéspedes.
La novela satírica distópica de 2020 Ride, Sally, Ride de Douglas Wilson se centra en el impacto cultural de acusar a un hombre de asesinato por destruir un robot sexual que su propietario afirmaba que era un cónyuge legal.

## Lecturas complementarias
- «Hablemos de robots sexuales», Nature (en inglés) 547 (7662), Julio de 2017: 138, Bibcode:2017Natur.547..138., PMID 28703204, doi:10.1038/547138a.

- Datos: Q27114029
- Multimedia: Sexbots / Q27114029